# Nicolai Kiær
Nicolai Kiær (Oslo, 1888. április 2. – Oslo, 1934. május 29.) olimpiai ezüstérmes norvég tornász.
Az 1908. évi nyári olimpiai játékokon tornában összetett csapatversenyben ezüstérmes lett.
Klubcsapata a Oslo Turnforening volt.